# Gebergtevorming

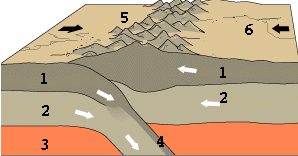
Schematische weergave van continentale collisie, een plaattektonische situatie die tot gebergtevorming kan leiden. Een tektonische plaat is een deel van de lithosfeer (2), waarvan de korst (1) het bovenste gedeelte is. De linker plaat schuift onder de rechter en bestond uit oceanische (4) en continentale korst (1), voordat de eerste door subductie in de asthenosfeer (3) subduceerde. Daarna vond continentale collisie plaats, waarbij door korstverdikking een gebergte (5) gevormd werd. Bij (6) vormt een plateau.

Gebergtevorming alias orogenese is een gevolg van de platentektoniek, de bewegingen van platen langs elkaar (zijschuivingsbewegingen), over en onder elkaar (compressieve bewegingen) en uit elkaar (extensionele bewegingen). Bij al deze bewegingen kan een gebergte gevormd worden, hoewel dit doorgaans het gevolg is van compressieve bewegingen.

## Gebergtevorming
De geschiedenis van verklaringen van het proces van gebergtevorming gaat terug tot de oude Grieken, die in de bergen de woonplaatsen van de Goden zagen. Gedurende de Verlichting werden meer wetenschappelijke verklaringen gezocht.

### Platentektoniek
Hoewel het pas sinds de tweede helft van de vorige eeuw algemeen werd geaccepteerd, waren er al honderden jaren geleden mensen die het verschuiven van continenten naar voren brachten. Zo vestigde in 1620 de Britse natuurfilosoof en staatsman Francis Bacon de aandacht op overeenkomsten in de vorm van de westkust van Afrika en de oostkust van Zuid-Amerika, en introduceerde François Placet in 1668 het idee van de continentendrift. Later trad de meteoroloog en astronoom Alfred Wegener op de voorgrond als verkondiger van de theorie van de continentendrift. Zijn boek: Die Entstehung der Kontinente und Ozeane bleef aanvankelijk buiten Duitsland grotendeels onbekend; de derde druk (1922) verscheen daarentegen in 1924 in het Engels, Frans, Spaans, Zweeds en Russisch.

### Bewegingen
Als twee platen naar elkaar toe bewegen, zijn er drie verschillende mogelijkheden:
1. Waar een oceanische plaat tegen een continentale plaat aan beweegt, zal de zwaardere oceanische plaat onder de lichtere continentale plaat schuiven (subduceren). Dit heet subductie. Hierbij kunnen door back-arc vulkanisme gebergten worden gevormd. Een voorbeeld hiervan is het gebied rond de Andes.
2. Waar twee continentale platen bij elkaar komen, worden de twee ongeveer even dichte platen tegen elkaar opgeduwd, waarbij een gebergte wordt gevormd. Een voorbeeld hiervan is de Himalaya.
3. Waar twee oceanische platen bij elkaar komen, zal er één onder de ander subduceren. Hierbij kan een vulkanische eilandenboog ontstaan. Voorbeelden van eilandenbogen zijn de Zuidelijke Sandwicheilanden, de Marianen en de Aleoeten bij Alaska.

## Gebergtevorming als proces
Continenten bewegen naar elkaar omdat de ene plaat onder de andere subduceert. Het deel van een plaat dat subduceert bestaat meestal uit oceanische korst die een hogere dichtheid dan continentale korst heeft waardoor het gemakkelijker de aardmantel in subduceert. Als een continent bij een subductiezone aankomt, zal dit niet kunnen subduceren. Omdat de convectiestroming in de mantel die de platentektoniek aandrijft doorgaat, zullen de platen onder elkaar schuiven. Daarbij vindt korstverdikking plaats door de vorming van grote overschuivingen, die zorgen dat grote stukken korst (zogenaamde dekbladen) over elkaar schuiven. Ook kan het gebeuren, dat stukken continentale korst de mantel in subduceren om later weer te obduceren, waarbij deze stukken deel gaan uitmaken van de dekbladstructuur van het vormende gebergte. Door de voortdurende compressie (de platen bewegen nog steeds naar elkaar) kunnen oorspronkelijk licht hellende overschuivingen verticaal komen te staan. De belangrijkste grenzen tussen dekbladen (vaak enorme breuken of schuifzones) worden suturen genoemd.

## Orogeneses
Een orogenese (van het Griekse woord voor "gebergtevorming") beschrijft een bepaalde periode in de geologische geschiedenis die gekenmerkt werd door grootschalige compressieve bewegingen.
In Europa kunnen een aantal fasen van gebergtevorming worden onderscheiden, die elk samenhangen met de continentale collisie tussen de paleocontinenten waaruit het huidige continent Europa is ontstaan. Dit werd voor het eerst gedaan door de Duitse geoloog Hans Stille in de jaren twintig. De belangrijkste fasen van gebergtevorming zijn in Europa:

### Caledonische orogenese
De Caledonische orogenese (van 450 Ma tot 390 Ma), die plaatsvond door de collisie van de continenten Baltica (tegenwoordig Scandinavië) en Laurentia (tegenwoordig Noord-Amerika). Tussen deze continenten lag daarvoor de Iapetus Oceaan. Door deze collisie ontstond het Old Red Sandstone Continent. Sporen van deze gebergtevorming zijn in Europa terug te vinden in Scandinavië, Schotland, Ierland en Noord-Engeland. In Noord-Amerika is de Caledonische orogenese terug te vinden in de Appalachen en in de Long Range op Newfoundland.

### Hercynische orogenese
De Hercynische of Varistische orogenese (van 360 Ma tot 280 Ma), waarbij Gondwana en het Old Red Sandstone Continent tegen elkaar botsten, en Pangea werd gevormd. Er werd daarbij een groot gebergte gevormd dat het grootste deel van Zuid- en Midden-Europa besloeg. Sporen van deze gebergtevorming zijn dan ook terug te vinden in een gebied van Spanje tot Oekraïne, bijvoorbeeld in het Zwarte Woud, het Centraal Massief, de Bohemen, de Ardennen en andere gebieden waar de Europese plaat tektonisch omhoog beweegt. Meer oostelijk botste Siberia op Pangea, wat leidde tot de vorming van de Oeral, waarin de stad Perm ligt, de naamgever van het tijdvak Perm.
In wat tegenwoordig Noord-Amerika is werden het Ouachitagebergte en het Marathongebergte gevormd.

### Alpiene orogenese
Na enkele periodes van minder grootschalige compressieve krachten, zoals de Jurassische Kimmerische orogenese (die in West-Europa de vorming van de Zuidwalvulkaan tot gevolg zou kunnen hebben gehad), trad na het einde van het Krijt een nieuwe periode van orogenese aan, de Alpiene orogenese. Deze werd veroorzaakt doordat Afrika en India noordwaarts naar Eurazië bewogen. De naamgevers ervan, de Europese en Australische Alpen, werden tijdens deze compressieve fase gevormd, evenals de Himalaya, het Zagrosgebergte en de Pyreneeën. Op het Amerikaanse continent werden tijdens deze periode de bergketens Rocky Mountains en Andes gevormd.